# Берёзовка (Островский район, Псковская область)
Берёзовка — деревня в Островском районе Псковской области. Входит в состав Воронцовской волости.
Расположена в 22 км к востоку от города Остров и в 4 км к западу от волостного центра, села Воронцово.
Численность населения деревни по состоянию на 2000 год составляет 2 жителей.